# Kvarteret Europa
| Kvarteret Europa och Europa mindre från väster (2014) och på Alfred Rudolf Lundgrens karta (1885). |  | Kvarteret Europa och Europa mindre från väster (2014) och på Alfred Rudolf Lundgrens karta (1885). |
| Kvarteret Europa och Europa mindre från väster (2014) och på Alfred Rudolf Lundgrens karta (1885). |  | |

Kvarteret Europa och Europa mindre är två intilliggande  kvarter i Gamla stan, Stockholm. Kvarteren omges av Slottsbacken i norr, Källargränd i väster, Trädgårdsgatan, och Köpmangatan i söder och Bollhusgränd samt Köpmantorget i öster. Kvarteret Europa mindre ligger i väster och består idag av en enda fastighet, medan kvarteret Europa består av fyra fastigheter: Europa 1, 10, 11 och 13. 
Inom kvarteret återfinns en rad historiska byggnader som Tessinska palatset, Finska kyrkan och Hovförvaltningens hus. Tidigare låg här Stora Bollhuset, Indebetouska huset och på 1790-talet fanns planer på att uppföra Stockholms panteon i kvarteret.

## Namnet
Europa var enligt grekisk mytologi en fenicisk prinsessa. Kvartersnamnet kan även avse världsdelen Europa eftersom det på 1700-talet även avsattes tre kvarter på sydvästra Stadsholmen som skulle heta America, Africa respektive Asia, men som aldrig kom till stånd. Där de var tänkta anlades Mälartorget istället.

## Kvarteret

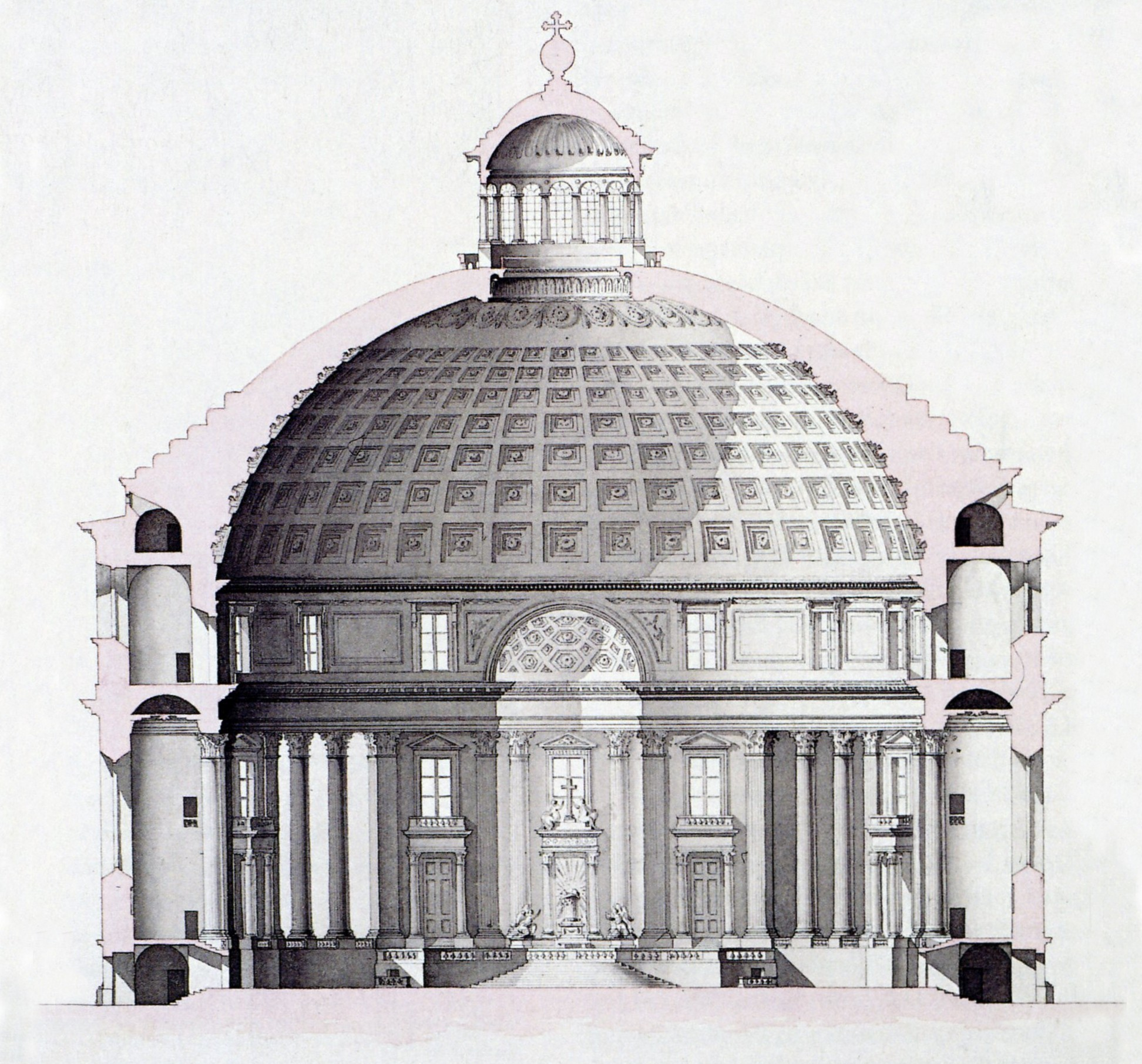
Förslag till Stockholms panteon i kvarteret Europa, ritning av Eric Palmstedt 1791.

Innan uppdelningen i Europa mindre och Europa var båda ett enda stort kvarter som sträckte sig i vinkel runt kvarteren Phaeton och Pygmalion. På Petrus Tillaeus karta från 1733 har kvarteret nummer 45 Europa och på Alfred Rudolf Lundgrens karta från 1885 redovisas tolv fastigheter. Inom kvarteret finns även tre gränder: Finska kyrkogränd, Peder Fredags gränd och Staffan Sasses gränd.
Under 1400-talet användes den nordvästra delen huvudsakligen som kunglig trädgård. På en tomtkarta från 1647 är området i stort sett fortfarande obebyggt, med undantag för Stora Bollhuset som uppfördes 1627. Sedan Bakgatan eller Gränden på södra Sidan (nuvarande Trädgårdsgatan) dragits fram uppfördes ett antal borgarhus i den södra delen av kvarteret. 
Tomten väster om Stora Bollhuset donerades 1647 till hovpredikant Erik Gabrielsson Emporagrius, sedermera biskop i Strängnäs stift. Året därpå fick riksskattmästaren Gabriel Bengtsson Oxenstierna den motsvarande södra delen. Tomtkartan från år 1700 redovisar mot Slottsbacken handelsmannens Isac Breants hus, som upptar hela västra hörnet samt Kongl. Bohlhuset / Commödianthuset (Stora Bollhuset). Mot söder märks kammarherren Schnoskes hus och kammarherren Andres Hööks hus. Ännu finns inte Tessinska palatset inritat på 1700 års karta, den byggdes ungefär samtidigt med tomtkartans upprättande. Palatset uppfördes mellan 1694 och 1701 efter ritningar av Nicodemus Tessin d.y. och är numera residens för landshövdingen i Stockholms län.
I början av 1790-talet framlade arkitekt Erik Palmstedt på begäran av Gustav III flera förslag till omdaning av Slottsbacken. Ett av dem visade en ny stor teaterbyggnad, som skulle placeras i kvarteret Europa väster om de båda bollhusen. I ett annat skulle en ny stadskyrka förläggas dit istället. Samtliga byggnader väster om Tessinska palatset inklusive Storkyrkan skulle rivas och en öppen plats skulle skapas mellan slottet och Börshuset. Planera och idéerna växlade hela tiden. I ett av förslagen skulle Stockholms panteon, stadens nya begravningskyrka, placeras här. På sin dödsbädd försökte Gustav III förmå sin bror hertig Karl att fullfölja planerna. Det enda han genomförde var att besluta om rivningen av Stora Bollhuset.

### Bilder, kvarterts utveckling

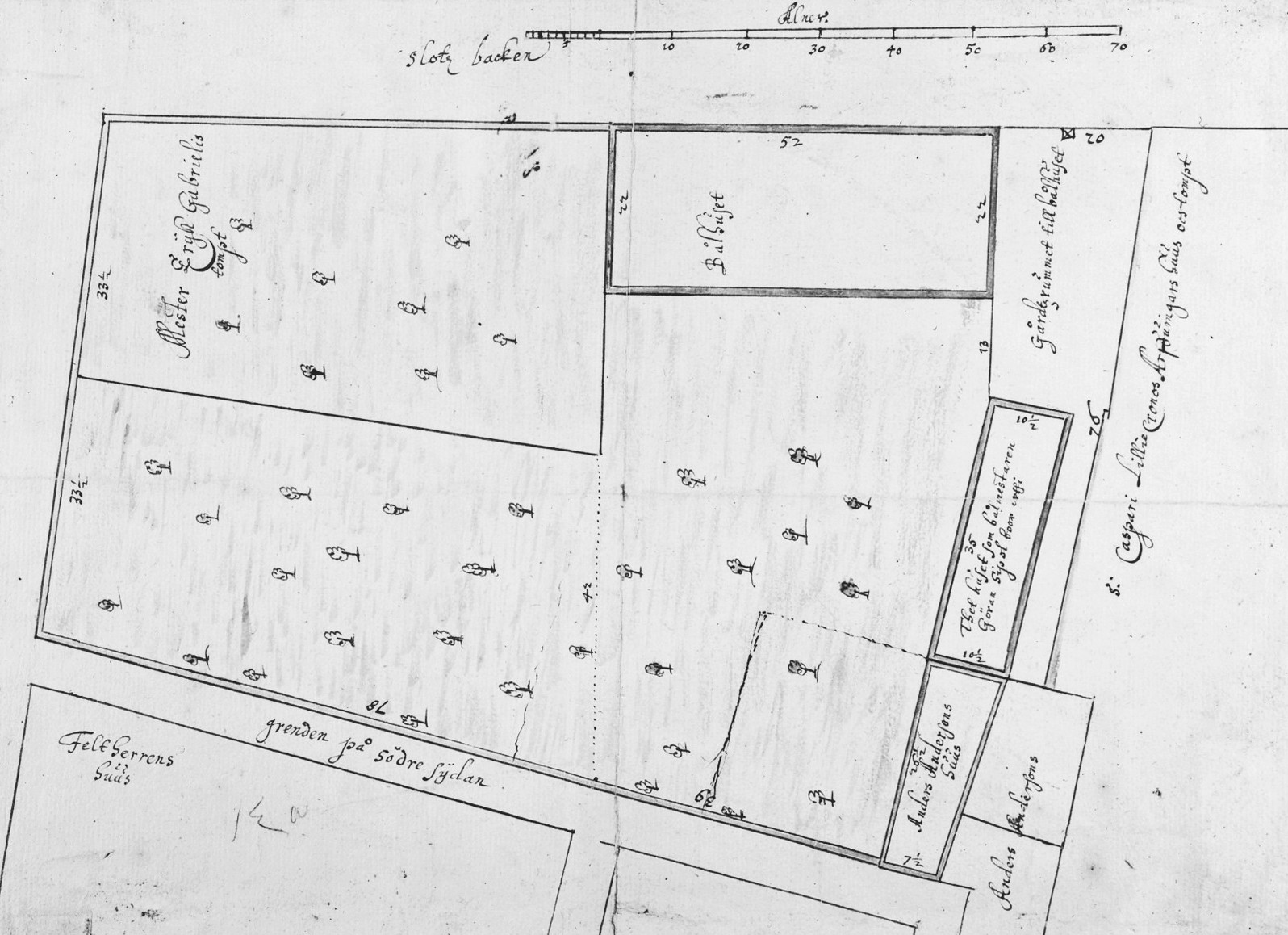
Tomtkarta för kvarteret Europa år 1647
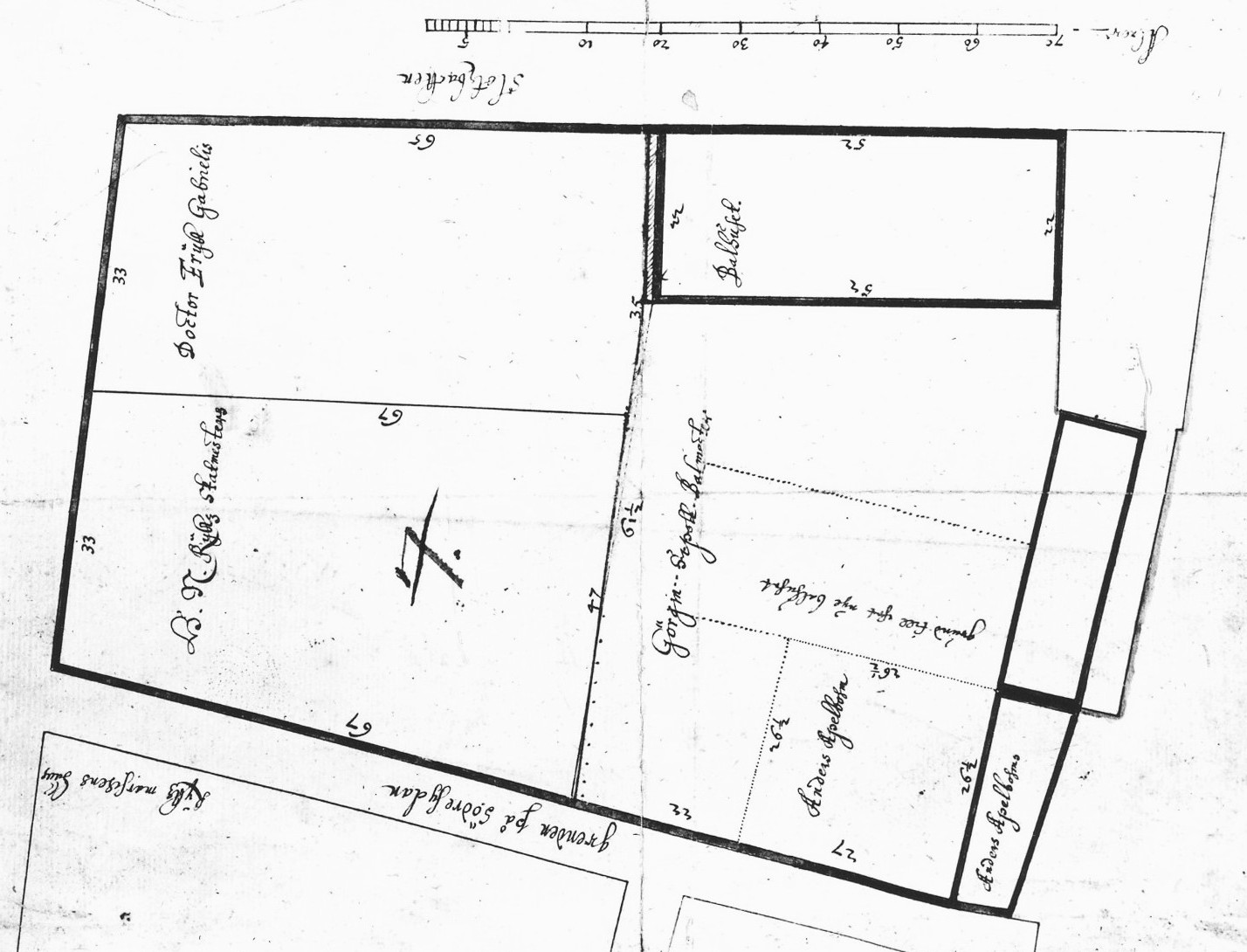
Tomtkarta för kvarteret Europa år 1648 (kartan är norrorienterad)
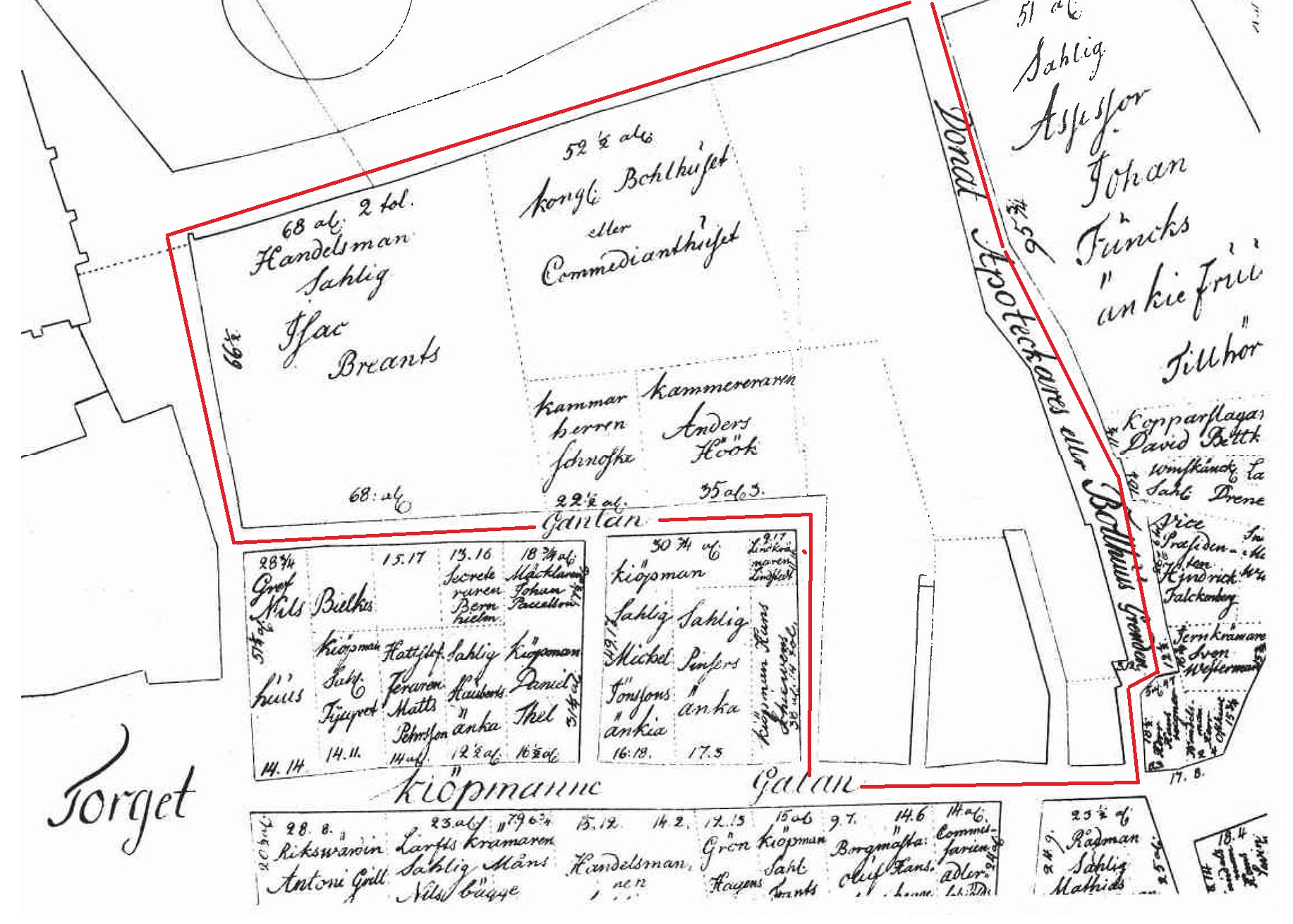
Tomtkarta för kvarteret Europa år 1700
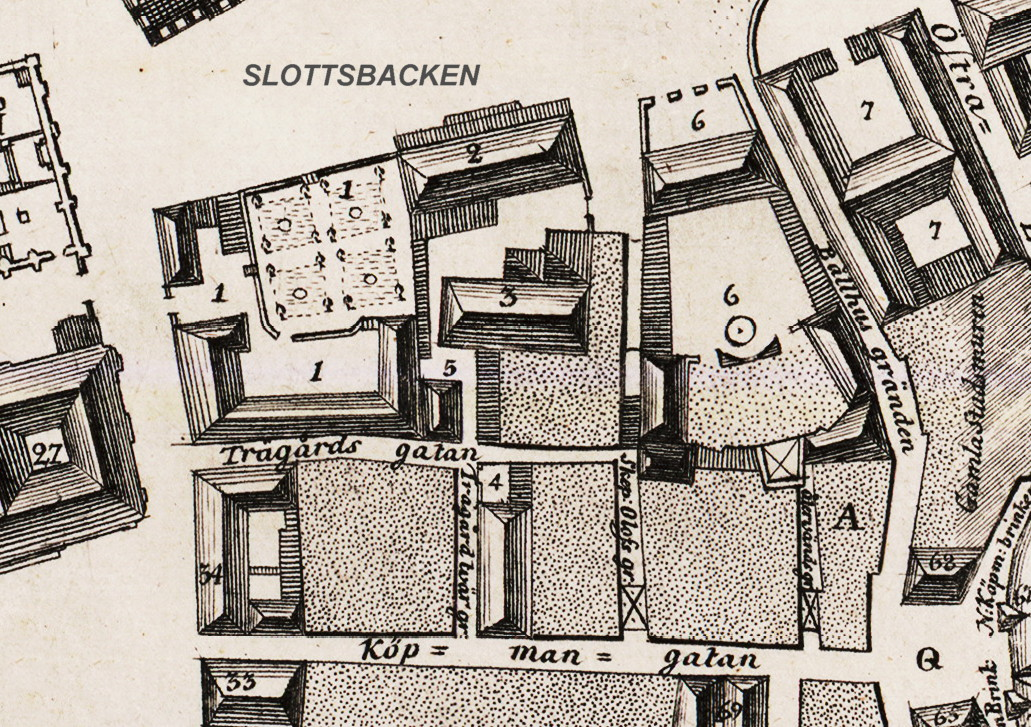
Kvarteret Europa 1771 (1: Indebetouska tomten, 2: Stora Bollhuset, 6. Tessinska palatset)
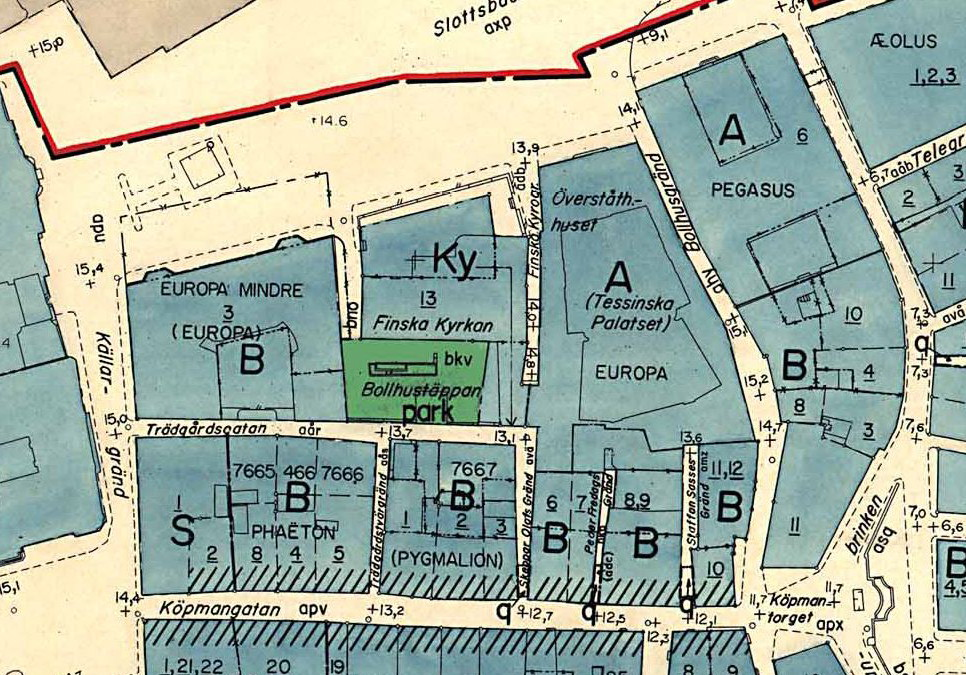
Gällande stadsplan från 1978

### Indebetouska fastigheten
Handelsmannen Isac Breant (död 1701) hade kommit över den attraktiva hörntomten på Slottsbacken 2. Breant var en förmögen man och ägnade sig bland annat åt brukshanteringen och lät anlägga Iggesunds bruk i Hälsingland. I fastigheten Europa 3 (nuvarande Europa mindre 1) fick han konungens tillstånd att få uppföra ett stenhus som syns på Jonas Brolins karta från 1771. År 1761 blev rådmannen, sedermera borgmästaren Johan Indebetou av släkten Indebetou ägare av fastigheten. Under hans tid byggdes det efter honom uppkallade Indebetouska huset som revs omkring 1910. På platsen uppfördes istället det ännu bevarade Hovförvaltningens hus. Dess arkitekt, Erik Josephson, fick svidande kritik för sitt hus av bland andra Ragnar Östberg och Albert Lilienberg.

### Stockholms äldsta elektricitetsverk
I fastigheten Europa 4 (Trädgårdsgatan 4, söder om Finska kyrkan och tidigare komministerbostad) inrymdes vid början av 1880-talet en ångpannecentral med generator, som levererade elektricitet till Stockholms slott för bland annat belysning. År 1888 byggdes där ett nytt hus som var Stockholms äldsta elektricitetsverk som anlades av Elektriska Aktiebolaget i Stockholm. Det hade fyra generatorer och försåg hela Gamla stan med elektriskt ljus. På äldre fotografier syns kraftverkets höga skorsten. Driften ställdes in på 1920-talet och byggnaden revs 1959. Området hör numera till Bollhustäppan.

## Byggnader i kvarteret (urval)
- Stora Bollhuset, uppfördes 1627 och revs efter säsongen 1792-93, idag en del av Slottsbacken.
- Lilla Bollhuset (Europa 13), uppfördes 1648 och byggdes om till Finska kyrkan 1725.
- Tessinska palatset (Europa 1), uppfördes mellan 1694 och 1701 efter ritningar av Nicodemus Tessin d.y.
- Indebetouska huset, byggdes i etapper under 1700-talet, revs ca 1910 för att ge plats åt Hovförvaltningens hus.
- Hovförvaltningens hus (Europa mindre 1), uppfördes 1911-12 efter ritningar av arkitekten Erik Josephson.

## Historiska bilder

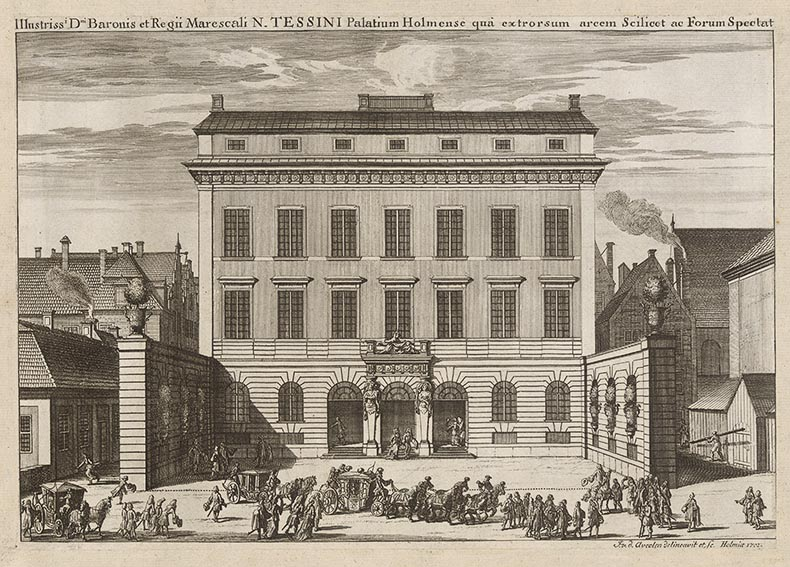
Tessinska palatset, 1702
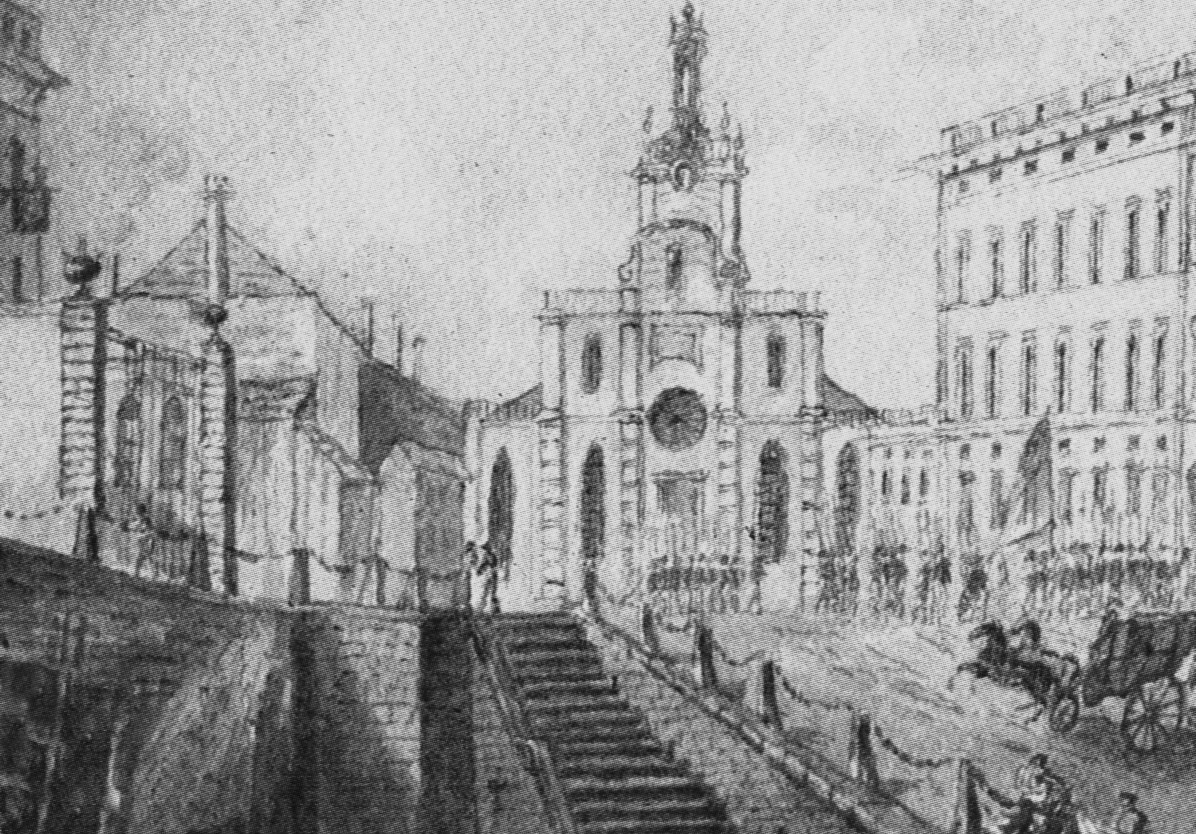
Stora Bollhuset (längst till vänster), 1780
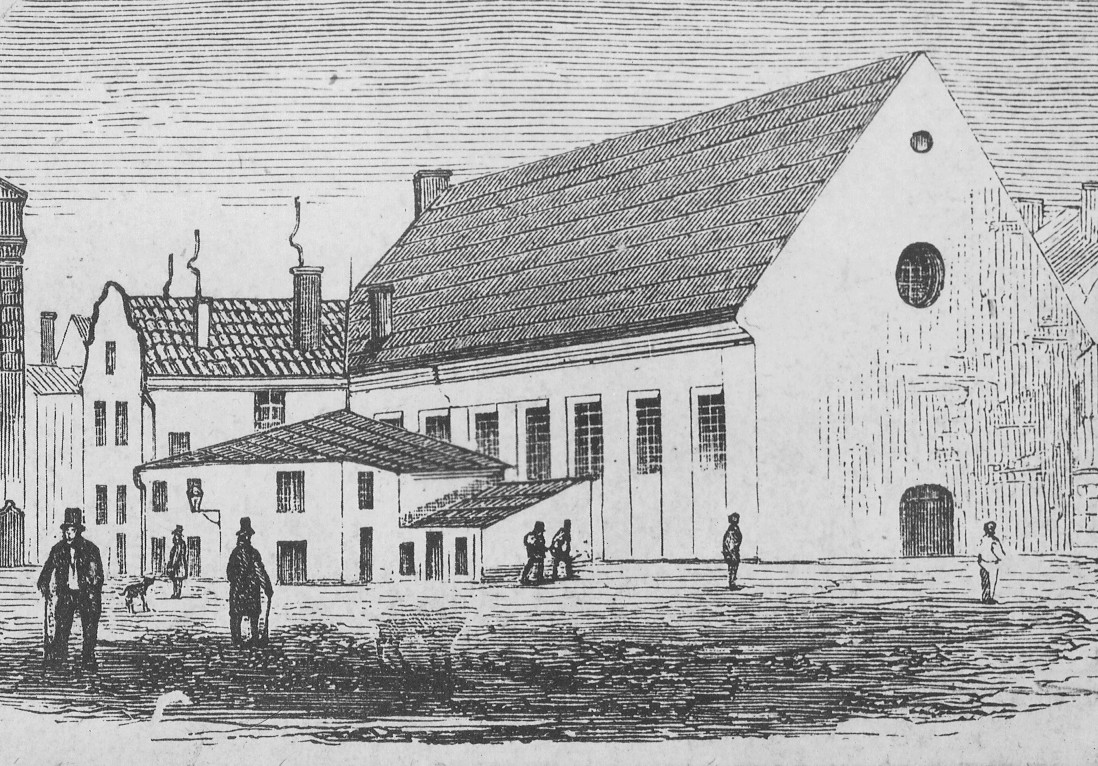
Lilla Bollhuset ombyggt till Finska kyrkan, 1867
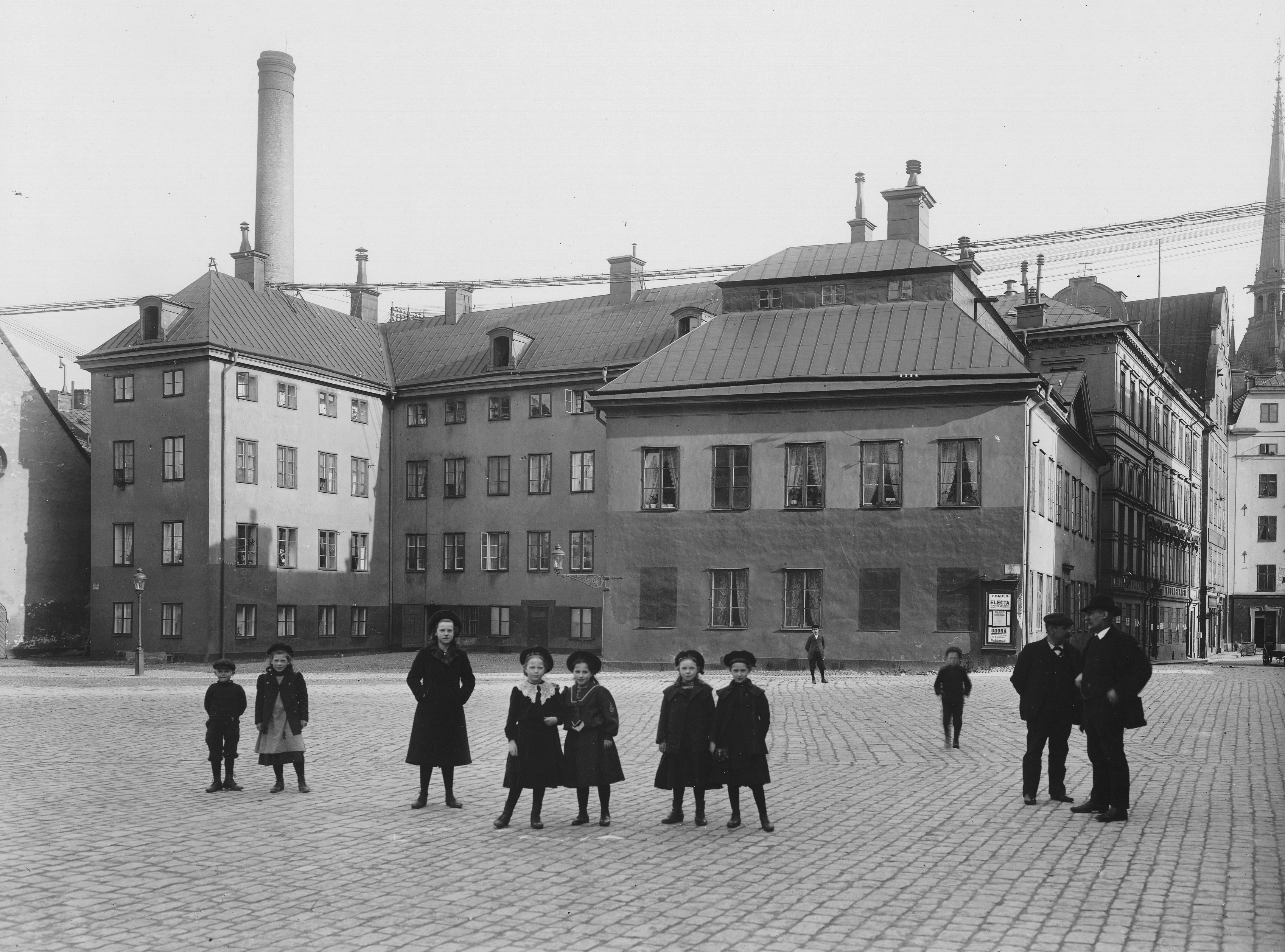
Indebetouska huset 1890-1900
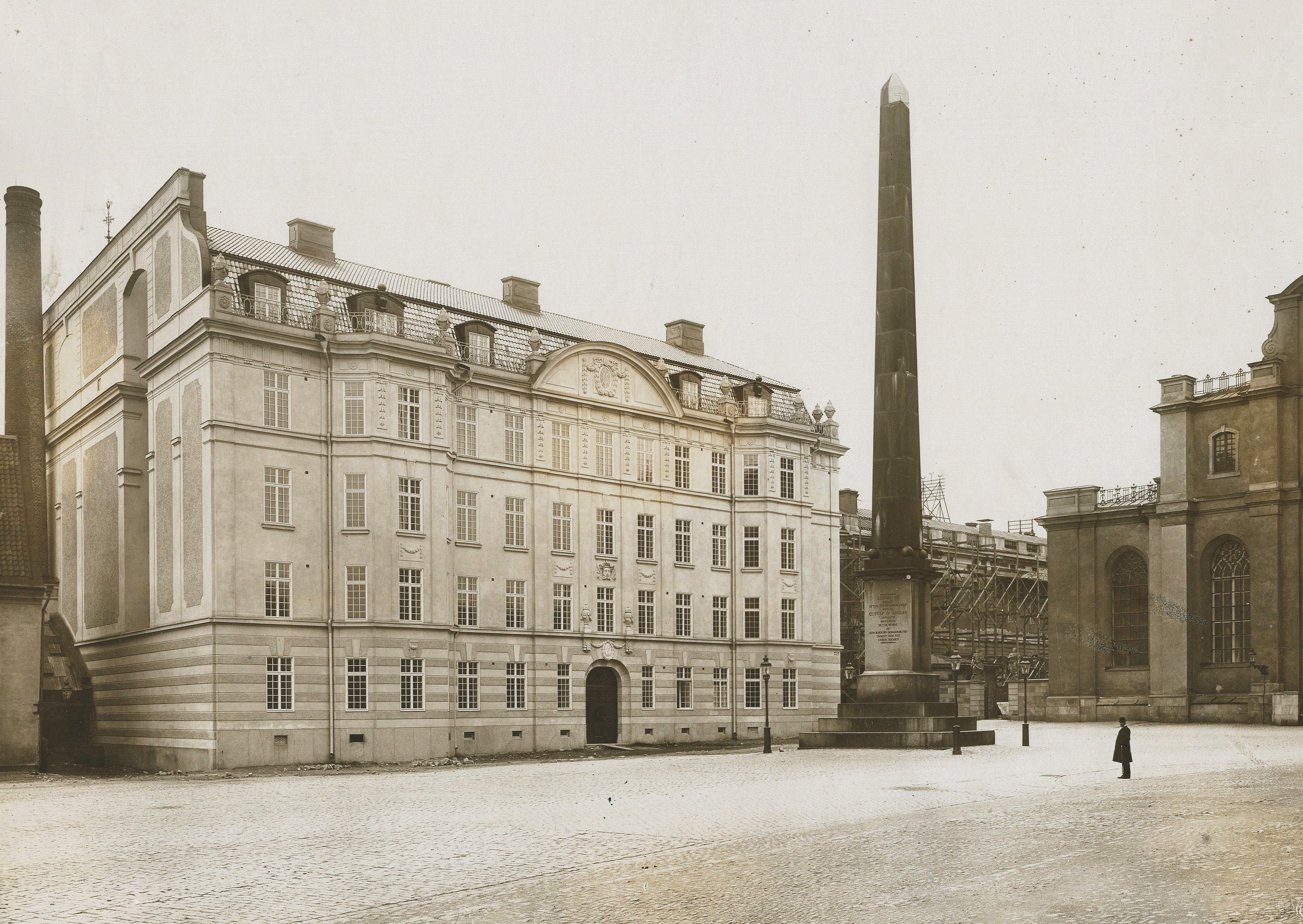
Hovförvaltningens hus, 1911